# Elecciones provinciales de Corrientes de 2021
Las elecciones generales de la provincia de Corrientes de 2021 tuvieron lugar el domingo 29 de agosto del mencionado año con el objetivo de renovar los cargos de Gobernador y Vicegobernador por medio del sistema de segunda vuelta electoral, así como 15 de los 30 escaños de la Cámara de Diputados, y 5 de los 15 escaños del Senado Provincial, componiendo los poderes ejecutivo y legislativo de la provincia para el período 2021-2025. Se eligieron además cargos ejecutivos y legislativos de 57 municipios, entre ellos la capital de la provincia, y los municipios de Caá Catí y Pedro R. Fernández votaron convencionales constituyentes para la redacción y reforma, respectivamente, de sus Cartas Orgánicas Municipales.
El cierre de listas fue el 10 de julio de 2021 a la medianoche, momento en que se dio a conocer la nómina de candidatos a los cuerpos legislativos de la provincia.
Para los cargos de gobernador y vicegobernador, fueron dos las fórmulas que se han presentado. Cada una fue avalada por una alianza provincial, integrada por un determinado número de partidos. Por un lado, el actual gobernador Gustavo Valdés se postuló para la reelección por la alianza ECo + Vamos Corrientes, que a nivel provincial fue integrada por 32 partidos. En la fórmula, Valdés estuvo acompañado por el senador nacional Pedro Braillard como candidato a vicegobernador, quien ya había ocupado ese puesto en 2009, durante el mandato de Ricardo Colombi. La alianza Frente Corrientes de Todos estuvo integrada por 23 partidos, y presentó como candidato a gobernador al ex-intendente de la capital provincial, y actual gerente de obras en Yacyretá, Fabián Ríos. El candidato a vicegobernador fue Martín Barrionuevo, senador provincial de activa participación en redes, publicando diariamente información sobre la pandemia de Covid-19 en el país. 
Para la mayoría de los cargos de intendente, los actuales ediles se presentaron para su reelección. En la capital se renovaron 10 cargos del concejo, para los cuales el oficialismo provincial presentó una lista, en tanto que el Frente Corrientes de Todos presentó dos. En ambos casos las listas comprendieron candidatos de los principales partidos y fuerzas sindicales asociadas.

## Escenario político
Desde 1993, las elecciones para gobernador de la provincia de Corrientes se realizan en desfase con el resto de las provincias argentinas (exceptuando, a partir de 2005, a Santiago del Estero). El origen de esta anomalía se encuentra en la intervención federal realizada en febrero de 1992 por el presidente Carlos Menem luego de que la elección de 1991 no fuera concluyente. Desde entonces, la elección provincial correntina se realiza al mismo tiempo que las elecciones legislativas de medio término, o al menos en el mismo año. El desfase se mantuvo incluso tras una nueva intervención, realizada por el gobierno de Fernando de la Rúa, hasta la normalización de la provincia en 2001. La elección de Corrientes, junto con la de Santiago del Estero, son las únicas en las cuales no hay año electoral en el cual no se elijan cargos del poder ejecutivo, lo cual puede tener cierto efecto sobre la decisión de los votantes.
En el último año electoral, 2019, se desdoblaron las elecciones provincial y nacional, mostrando los resultados una importante disparidad, ya que el oficialismo provincial tuvo un amplio respaldo de la población, obteniendo el 60% de los votos en los comicios; en las legislativas nacionales de ese año, sin embargo, la coalición ECo + Juntos por el Cambio obtuvo un 44% de los votos, ubicándose en segundo lugar por detrás del Frente de Todos. A nivel provincial, un tercer partido (Unidad Ciudadana) logró conseguir participación en el congreso, en principio por la ideología kirchnerista y el apoyo de algunas organizaciones como Kolina; el apoyo de este sector a una candidatura nacional unificada en el Frente de Todos generó que la "tercera posición", en este caso representada por Consenso Federal y sus aliados, no supere el 5% en estos comicios. Tal falta de apoyo por parte de la población, o incluso la ausencia de opciones locales (como es el caso del Frente de Izquierda) repercutió en los resultados locales de la elección presidencial, que mostró valores similares a la legislativa.
Luego de dos elecciones de marcada polarización entre las opciones afines al radicalismo y al peronismo, en estas elecciones sólo se presentaron dos alianzas provinciales. Ambas alianzas aglutinan a 55 partidos, 32 comprendidos por ECo + Vamos Corrientes, y 23 por el Frente Corrientes de Todos. En el cuarto oscuro se presentarán al votante 55 boletas, una por partido, aunque no tiene mayor significancia el elegir una boleta por sobre otra, si ambas proclaman el mismo candidato a gobernador. Hasta el momento, el máximo de partidos implicados en la elección provincial fue en las elecciones legislativas de 2019, con 41 partidos.
En las últimas elecciones, las boletas más elegidas por la población han sido las de los partidos tradicionales: la Unión Cívica Radical y Partido Justicialista, siendo usualmente muy similar el porcentaje de votos que obtiene cada una, dejando la elección en manos de quienes votan a los otros partidos de la alianza. En las últimas elecciones, el tercer partido más votado ha sido Encuentro Liberal (ELI), parte de ECo, aunque en las elecciones provinciales de 2019 el tercer partido más votado fue Nuevo Encuentro, del Frente de Todos. 
Desacuerdos en la designación de candidaturas generaron algunas rupturas en las alianzas. El actual vicegobernador, Gustavo Canteros, se separó de la alianza oficialista, y confirmó su candidatura a intendente de Corrientes por el opositor Frente de Todos, acompañado en la fórmula por la médica Gladys Abreo (FpV). Por otro lado, el actual intendente Eduardo Tassano (UCR) buscará la reelección en el cargo, con Emilio Lanari (Encuentro Liberal) como candidato a viceintendente. 
Otro cambio de alianza se produjo en la ciudad de Ituzaingó, donde el actual intendente Eduardo Burna (UCR) será candidato por el Frente Corrientes de Todos, enfrentándose a ECo, que postula a Juan Pablo Valdés, hermano del actual gobernador. Sin embargo, el peronismo decidió conservar su candidato, por lo que presentará dos alternativas en esta ciudad.
En vistas a la fuerte polarización de los comicios, algunos partidos han descartado participar en la contienda, como el Movimiento Libres del Sur. El Frente de Izquierda, ausente en las últimas elecciones en la provincia, no ha manifestado apoyos a ninguna candidatura. El  Partido Libertario tampoco realizó comunicados al respecto. El frente NOS confirmó que adherirá a algunas candidaturas municipales específicas, "con quienes nos unen principios y valores", en algunos distritos como Curuzú Cuatiá y Empedrado. Durante el cierre de alianzas se presentaron irregularidades en la adhesión de los partidos Conservador Popular y FORJA a la coalición ECo + Vamos Corrientes, ya que esta decisión no habría sido de común acuerdo dentro de los partidos, que solicitaron su remoción de la alianza oficialista y su traspaso a la alianza Frente Corrientes de Todos. A raíz de esta situación, la Mesa Nacional de FORJA decidió intervenir el distrito Corrientes.
La comuna de Apipé Grande se hizo noticia por la presencia de una candidata trans, Malena Benítez, como cabeza de lista de candidatos para concejal de la alianza local Apipé Grande.

## Encuestas
| Fecha                     | Encuestadora  | ECo+JxC | FdT  | Blanco | Indecisos |
| Fecha                     | Encuestadora  | Valdés  | Ríos | Blanco | Indecisos |
| ------------------------- | ------------- | ------- | ---- | ------ | --------- |
| Fecha                     | Encuestadora  |         |      | Blanco | Indecisos |
| 18 - 21 de agosto de 2021 | CB Consultora | 64,9    | 18,4 | 3      | 13,7      |
| 18 - 21 de agosto de 2021 | CB Consultora | 72,2    | 22,3 | 5,5    | —         |

## Candidatos

### ECo + Vamos Corrientes
| | |                                                          |                                                          |
| | |                                                          |                                                          |
| | |                                                          |                                                          |
| Gustavo Valdés | Gustavo Valdés | Pedro Braillard Poccard                                  | Pedro Braillard Poccard                                  |
| para gobernador | para gobernador | para vicegobernador                                      | para vicegobernador                                      |
| {{{descripción}}} | {{{descripción}}} | {{{descripción}}}                                        | {{{descripción}}}                                        |
| Gobernador de Corrientes (desde 2017) | Gobernador de Corrientes (desde 2017) | Vicegobernador de la provincia de Corrientes (2009-2013) | Vicegobernador de la provincia de Corrientes (2009-2013) |
| Partidos en la alianza: \| - Acción Popular de los Trabajadores - Acción por Corrientes - Acción por la República - Coalición Cívica ARI - Partido Autonomista de Corrientes - Cambio, Austeridad y Progreso - Ciudadanos a Gobernar - Ciudadanos Comprometidos - Compromiso Correntino - Partido Conservador Popular - Crecer con Todos - Partido de la Concertación FORJA - Partido Demócrata Progresista - Encuentro Liberal - Encuentro Correligionario \| - Partido Laborista Autónomo - Ladrilleros Unidos - Partido Liberal de Corrientes - Movimiento de Integración y Desarrollo - Movimiento para la Igualdad de Oportunidades - Movimiento Siempre Corrientes - Norte Grande - Partido Nuevo - Partido Popular Correntino - Propuesta Republicana - Partido Socialista - Unidos por Corrientes - Unión Cívica Radical - Unión Correntina - Unión para el Desarrollo - Unión Popular Federal - Vamos Corrientes \| | |                                                          |                                                          |
| - Acción Popular de los Trabajadores - Acción por Corrientes - Acción por la República - Coalición Cívica ARI - Partido Autonomista de Corrientes - Cambio, Austeridad y Progreso - Ciudadanos a Gobernar - Ciudadanos Comprometidos - Compromiso Correntino - Partido Conservador Popular - Crecer con Todos - Partido de la Concertación FORJA - Partido Demócrata Progresista - Encuentro Liberal - Encuentro Correligionario | - Partido Laborista Autónomo - Ladrilleros Unidos - Partido Liberal de Corrientes - Movimiento de Integración y Desarrollo - Movimiento para la Igualdad de Oportunidades - Movimiento Siempre Corrientes - Norte Grande - Partido Nuevo - Partido Popular Correntino - Propuesta Republicana - Partido Socialista - Unidos por Corrientes - Unión Cívica Radical - Unión Correntina - Unión para el Desarrollo - Unión Popular Federal - Vamos Corrientes |                                                          |                                                          |

### Frente Corrientes de Todos
| | |                                               |
| | |                                               |
| | |                                               |
| Fabián Ríos | Fabián Ríos | Martín Barrionuevo                            |
| para gobernador | para gobernador | para vicegobernador                           |
| {{{descripción}}} | |                                               |
| Intendente de Corrientes (2013-2017) | Intendente de Corrientes (2013-2017) | Senador Provincial de Corrientes (desde 2019) |
| Partidos en la alianza: \| - Partido Agrario y Social - Cambio Popular - Compromiso Correntino - Partido Comunista - Convocatoria Popular - Partido de la Cultura, la Educación y el Trabajo - Partido de la Victoria - Partido del Trabajo y del Pueblo - Partido Demócrata Cristiano - Partido Fe - Partido Federal - Instrumento Electoral por la Unidad Popular \| - Partido Justicialista - Kolina - Nuestra Causa - Nuevo Encuentro por la Democracia y la Equidad - Nuevo País - Política Abierta para la Integridad Social - Proyecto Corrientes - Partido Renovador Federal - Partido Tercera Posición - Unión Celeste y Blanco - Unión del Centro Democrático \| | |                                               |
| - Partido Agrario y Social - Cambio Popular - Compromiso Correntino - Partido Comunista - Convocatoria Popular - Partido de la Cultura, la Educación y el Trabajo - Partido de la Victoria - Partido del Trabajo y del Pueblo - Partido Demócrata Cristiano - Partido Fe - Partido Federal - Instrumento Electoral por la Unidad Popular | - Partido Justicialista - Kolina - Nuestra Causa - Nuevo Encuentro por la Democracia y la Equidad - Nuevo País - Política Abierta para la Integridad Social - Proyecto Corrientes - Partido Renovador Federal - Partido Tercera Posición - Unión Celeste y Blanco - Unión del Centro Democrático |                                               |

### Congreso provincial
| Partido/Alianza | Partido/Alianza            | Diputados Provinciales | Senadores Provinciales |
| Partido/Alianza | Partido/Alianza            | Candidatos | Candidatos |
| --------------- | -------------------------- | --- | --- |
|                 | ECo + Vamos Corrientes     | 1. Any Pereyra (ex-Frente de Todos, Partido Liberal) 2. Walter Chávez (intendente de Bella Vista, UCR) 3. Horacio Pozo (Encuentro Liberal) 4. Ma. Eugenia Mancini (Cambio, Austeridad y Progreso) 5. Mario Branz (Partido Nuevo) 6. José Antonio Romero Brisco (Partido Autonomista) 7. Lucía Centurión (Encuentro Liberal) 8. Ariel Báez (Ciudadanos Comprometidos) 9. Luis Alberto Calomarde (intendente de La Cruz) 10. Andrea Giotta (Subsec. de Desarrollo Humano, UCR) 11. Albana Rotela (Partido Popular) 12. Edgar Benítez (Subsec. de industria de Corrientes) 13. Valeria Pavón (Sec. adjunta de la Juventud Radical) 14. Aníbal Godoy (actual diputado provincial) 15. Jorge Barros Perkins (Movimiento Integración y Desarrollo) | 1. Ignacio Osella (intendente de Goya, UCR) 2. Noel Eugenio Breard (actual senador provincial, UCR) 3. Verónica Espíndola (Sec. de finanzas de Curuzú Cuatiá, UCR) 4. Diego Pellegrini (dip. provincial, ex-Frente para la Victoria) 5. Carlota Carballo (PRO de Virasoro) |
|                 | Frente Corrientes de Todos | 1. Germán Braillard (Frente Renovador) 2. Belén Martino (La Cámpora de Monte Caseros) 3. Aída Angélica Díaz (Proyecto Corrientes) 4. Marcos Bassi (actual diputado provincial, PJ) 5. Ricardo Valenzuela (intendente de S.L. del Palmar, PJ) 6. Belén Galarza (Frente para la Victoria) 7. Verónica Molina (Ministerio de Agricultura de Nación) 8. Emiliano Rotela (Sec. Gral. Provincial Camioneros) 9. Ramón Alberto Báez 10. Miriam Cabrera Almozni 11. Roberto Caferata (delegado provincial UATRE) 12. Nancy Coronel (Sec. Cultura CTA) 13. Leonardo Ortiz (Unidad Popular y CTA) 14. Gladis Fernández (Nuevo Encuentro) 15. Juan Leonardo Navarro                                                                                     | 1. José Ruiz Aragón (Diputado nacional, La Cámpora) 2. Patricia Rindel (senadora provincial desde 2020, PJ) 3. Gonzalo Rubiola (Secretario de organización ATE) 4. Beatriz Valenzuela 5. Raúl Alfonzo (actual dip. provincial, Partido Autonomista)                        |

## Resultados

### Gobernador
| Fórmula               | Fórmula               | Partido/Alianza                  | Partido/Alianza                                  | Partido/Alianza                  | Votos   | %     |
| Gobernador            | Vicegobernador        | Partido/Alianza                  | Partido/Alianza                                  | Partido/Alianza                  | Votos   | %     |
| --------------------- | --------------------- | -------------------------------- | ------------------------------------------------ | -------------------------------- | ------- | ----- |
| Gustavo Valdés        | Pedro Braillard       |                                  |                                                  | Unión Cívica Radical             | 124.342 | 20,53 |
| Gustavo Valdés        | Pedro Braillard       |                                  | ELI - Encuentro Liberal                          | 32.931                           | 5,44    |       |
| Gustavo Valdés        | Pedro Braillard       |                                  | Partido Popular Correntino                       | 27.656                           | 4,57    |       |
| Gustavo Valdés        | Pedro Braillard       |                                  | Partido Liberal de Corrientes                    | 23.439                           | 3,87    |       |
| Gustavo Valdés        | Pedro Braillard       |                                  | Vamos Corrientes                                 | 20.979                           | 3,46    |       |
| Gustavo Valdés        | Pedro Braillard       |                                  | Partido Autonomista de Corrientes                | 16.397                           | 2,71    |       |
| Gustavo Valdés        | Pedro Braillard       |                                  | Afirmación para una República Igualitaria        | 16.063                           | 2,65    |       |
| Gustavo Valdés        | Pedro Braillard       |                                  | Partido Nuevo                                    | 15.638                           | 2,58    |       |
| Gustavo Valdés        | Pedro Braillard       |                                  | Unión Popular                                    | 14.827                           | 2,45    |       |
| Gustavo Valdés        | Pedro Braillard       |                                  | Propuesta Republicana                            | 14.394                           | 2,38    |       |
| Gustavo Valdés        | Pedro Braillard       |                                  | Movimiento de Integración y Desarrollo           | 14.088                           | 2,33    |       |
| Gustavo Valdés        | Pedro Braillard       |                                  | Movimiento Siempre Corrientes                    | 11.223                           | 1,85    |       |
| Gustavo Valdés        | Pedro Braillard       |                                  | Encuentro Correligionario                        | 9.089                            | 1,50    |       |
| Gustavo Valdés        | Pedro Braillard       |                                  | Unidos por Corrientes                            | 8.902                            | 1,47    |       |
| Gustavo Valdés        | Pedro Braillard       |                                  | Partido de la Concertación FORJA                 | 8.872                            | 1,46    |       |
| Gustavo Valdés        | Pedro Braillard       |                                  | Cambio, Austeridad y Progreso                    | 8.816                            | 1,46    |       |
| Gustavo Valdés        | Pedro Braillard       |                                  | Acción por Corrientes                            | 8.585                            | 1,42    |       |
| Gustavo Valdés        | Pedro Braillard       |                                  | Partido Demócrata Progresista                    | 8.506                            | 1,40    |       |
| Gustavo Valdés        | Pedro Braillard       |                                  | Ciudadanos Comprometidos                         | 8.407                            | 1,39    |       |
| Gustavo Valdés        | Pedro Braillard       |                                  | Ladrilleros Unidos                               | 8.070                            | 1,33    |       |
| Gustavo Valdés        | Pedro Braillard       |                                  | Crecer con Todos                                 | 7.493                            | 1,24    |       |
| Gustavo Valdés        | Pedro Braillard       |                                  | Ciudadanos a Gobernar                            | 6.798                            | 1,12    |       |
| Gustavo Valdés        | Pedro Braillard       |                                  | Acción por la República                          | 6.557                            | 1,08    |       |
| Gustavo Valdés        | Pedro Braillard       |                                  | Movimiento Norte Grande                          | 6.136                            | 1,01    |       |
| Gustavo Valdés        | Pedro Braillard       |                                  | Partido Laborista Autónomo                       | 6.050                            | 1,00    |       |
| Gustavo Valdés        | Pedro Braillard       |                                  | Acción Popular de los Trabajadores               | 5.817                            | 0,96    |       |
| Gustavo Valdés        | Pedro Braillard       |                                  | Movimiento para la Igualdad de Oportunidades     | 5.733                            | 0,95    |       |
| Gustavo Valdés        | Pedro Braillard       |                                  | Partido Socialista                               | 5.444                            | 0,90    |       |
| Gustavo Valdés        | Pedro Braillard       |                                  | Partido Conservador Popular                      | 5.419                            | 0,89    |       |
| Gustavo Valdés        | Pedro Braillard       |                                  | Unión Correntina                                 | 4.795                            | 0,79    |       |
| Gustavo Valdés        | Pedro Braillard       |                                  | Unión para el Desarrollo                         | 4.309                            | 0,71    |       |
| Gustavo Valdés        | Pedro Braillard       | Total ECo + Vamos Corrientes     | Total ECo + Vamos Corrientes                     | Total ECo + Vamos Corrientes     | 465.775 | 76,90 |
| Fabián Ríos           | Martín Barrionuevo    |                                  |                                                  | Partido Justicialista            | 46.668  | 7,71  |
| Fabián Ríos           | Martín Barrionuevo    |                                  | Partido Renovador Federal                        | 10.199                           | 1,68    |       |
| Fabián Ríos           | Martín Barrionuevo    |                                  | Proyecto Corrientes                              | 6.673                            | 1,10    |       |
| Fabián Ríos           | Martín Barrionuevo    |                                  | Nuevo País                                       | 6.170                            | 1,02    |       |
| Fabián Ríos           | Martín Barrionuevo    |                                  | Partido Demócrata Cristiano                      | 6.037                            | 1,00    |       |
| Fabián Ríos           | Martín Barrionuevo    |                                  | Partido Federal                                  | 5.948                            | 0,98    |       |
| Fabián Ríos           | Martín Barrionuevo    |                                  | Partido Agrario y Social                         | 5.122                            | 0,85    |       |
| Fabián Ríos           | Martín Barrionuevo    |                                  | Unión Celeste y Blanco                           | 5.111                            | 0,84    |       |
| Fabián Ríos           | Martín Barrionuevo    |                                  | Partido de la Victoria                           | 4.652                            | 0,77    |       |
| Fabián Ríos           | Martín Barrionuevo    |                                  | Nuevo Encuentro por la Democracia y la Equidad   | 4.533                            | 0,75    |       |
| Fabián Ríos           | Martín Barrionuevo    |                                  | Kolina                                           | 4.310                            | 0,71    |       |
| Fabián Ríos           | Martín Barrionuevo    |                                  | Cambio Popular                                   | 3.708                            | 0,61    |       |
| Fabián Ríos           | Martín Barrionuevo    |                                  | Partido de la Cultura, la Educación y el Trabajo | 3.625                            | 0,60    |       |
| Fabián Ríos           | Martín Barrionuevo    |                                  | Compromiso Correntino                            | 3.425                            | 0,57    |       |
| Fabián Ríos           | Martín Barrionuevo    |                                  | Partido del Trabajo y del Pueblo                 | 3.279                            | 0,54    |       |
| Fabián Ríos           | Martín Barrionuevo    |                                  | Nuestra Causa                                    | 3.101                            | 0,51    |       |
| Fabián Ríos           | Martín Barrionuevo    |                                  | Partido Comunista                                | 3.049                            | 0,50    |       |
| Fabián Ríos           | Martín Barrionuevo    |                                  | Convocatoria Popular                             | 3.015                            | 0,50    |       |
| Fabián Ríos           | Martín Barrionuevo    |                                  | Instrumento Electoral por la Unidad Popular      | 2.601                            | 0,43    |       |
| Fabián Ríos           | Martín Barrionuevo    |                                  | Unión del Centro Democrático                     | 2.463                            | 0,41    |       |
| Fabián Ríos           | Martín Barrionuevo    |                                  | Política Abierta para la Integridad Social       | 2.285                            | 0,38    |       |
| Fabián Ríos           | Martín Barrionuevo    |                                  | Partido Tercera Posición                         | 1.994                            | 0,33    |       |
| Fabián Ríos           | Martín Barrionuevo    |                                  | Partido Fe                                       | 1.919                            | 0,32    |       |
| Fabián Ríos           | Martín Barrionuevo    | Total Frente Corrientes de Todos | Total Frente Corrientes de Todos                 | Total Frente Corrientes de Todos | 139.887 | 23,10 |
| Votos positivos       | Votos positivos       | Votos positivos                  | Votos positivos                                  | Votos positivos                  | 605.662 | 94,91 |
| Votos en blanco       | Votos en blanco       | Votos en blanco                  | Votos en blanco                                  | Votos en blanco                  | 19.589  | 3,07  |
| Votos nulos           | Votos nulos           | Votos nulos                      | Votos nulos                                      | Votos nulos                      | 12.917  | 2,02  |
| Participación         | Participación         | Participación                    | Participación                                    | Participación                    | 638.168 | 73,50 |
| Electores registrados | Electores registrados | Electores registrados            | Electores registrados                            | Electores registrados            | 868.259 | 100   |
| Fuente:               |                       |                                  |                                                  |                                  |         |       |

### Cámara de Diputados
| ← 2019 · Cámara de Diputados · 2023 → | ← 2019 · Cámara de Diputados · 2023 →            | ← 2019 · Cámara de Diputados · 2023 → | ← 2019 · Cámara de Diputados · 2023 → | ← 2019 · Cámara de Diputados · 2023 → | ← 2019 · Cámara de Diputados · 2023 → | ← 2019 · Cámara de Diputados · 2023 → |
| Partido/Alianza                       | Partido/Alianza                                  | Partido/Alianza                       | Votos                                 | %                                     | Bancas                                | Candidatos |
| ------------------------------------- | ------------------------------------------------ | ------------------------------------- | ------------------------------------- | ------------------------------------- | ------------------------------------- | --- |
|                                       |                                                  | Unión Cívica Radical                  | 119.011                               | 20,41                                 |                                       | |
|                                       | ELI - Encuentro Liberal                          | 32.052                                | 20,41                                 |                                       |                                       | |
|                                       | Partido Popular Correntino                       | 26.527                                | 4,55                                  |                                       |                                       | |
|                                       | Partido Liberal de Corrientes                    | 22.888                                | 3,92                                  |                                       |                                       | |
|                                       | Vamos Corrientes                                 | 20.021                                | 3,43                                  |                                       |                                       | |
|                                       | Partido Autonomista de Corrientes                | 16.033                                | 2,75                                  |                                       |                                       | |
|                                       | Partido Nuevo                                    | 15.335                                | 2,63                                  |                                       |                                       | |
|                                       | Afirmación para una República Igualitaria        | 14.994                                | 2,57                                  |                                       |                                       | |
|                                       | Unión Popular                                    | 14.150                                | 2,43                                  |                                       |                                       | |
|                                       | Propuesta Republicana                            | 13.668                                | 2,34                                  |                                       |                                       | |
|                                       | Movimiento de Integración y Desarrollo           | 13.253                                | 2,27                                  |                                       |                                       | |
|                                       | Movimiento Siempre Corrientes                    | 10.582                                | 1,81                                  |                                       |                                       | |
|                                       | Encuentro Correligionario                        | 8.650                                 | 1,48                                  |                                       |                                       | |
|                                       | Cambio, Austeridad y Progreso                    | 8.613                                 | 1,48                                  |                                       |                                       | |
|                                       | Unidos por Corrientes                            | 8.523                                 | 1,46                                  |                                       |                                       | |
|                                       | Partido de la Concertación FORJA                 | 8.288                                 | 1,42                                  |                                       |                                       | |
|                                       | Acción por Corrientes                            | 8.166                                 | 1,40                                  |                                       |                                       | |
|                                       | Ciudadanos Comprometidos                         | 8.028                                 | 1,38                                  |                                       |                                       | |
|                                       | Partido Demócrata Progresista                    | 7.940                                 | 1,36                                  |                                       |                                       | |
|                                       | Ladrilleros Unidos                               | 7.602                                 | 1,30                                  |                                       |                                       | |
|                                       | Crecer con Todos                                 | 7.083                                 | 1,21                                  |                                       |                                       | |
|                                       | Ciudadanos a Gobernar                            | 6.460                                 | 1,11                                  |                                       |                                       | |
|                                       | Acción por la República                          | 6.190                                 | 1,06                                  |                                       |                                       | |
|                                       | Movimiento Norte Grande                          | 5.975                                 | 1,02                                  |                                       |                                       | |
|                                       | Partido Laborista Autónomo                       | 5.781                                 | 0,99                                  |                                       |                                       | |
|                                       | Acción Popular de los Trabajadores               | 5.525                                 | 0,95                                  |                                       |                                       | |
|                                       | Movimiento para la Igualdad de Oportunidades     | 5.474                                 | 0,94                                  |                                       |                                       | |
|                                       | Partido Conservador Popular                      | 5.162                                 | 0,89                                  |                                       |                                       | |
|                                       | Partido Socialista                               | 5.152                                 | 0,88                                  |                                       |                                       | |
|                                       | Unión Correntina                                 | 4.530                                 | 0,78                                  |                                       |                                       | |
|                                       | Unión para el Desarrollo                         | 4.125                                 | 0,71                                  |                                       |                                       | |
| Total ECo + Vamos Corrientes          | Total ECo + Vamos Corrientes                     | Total ECo + Vamos Corrientes          | 445.781                               | 76,44                                 | 12/15                                 | Ver candidatos: 1. Any Pereyra (PL) 2. Walter Andrés Chávez (UCR) 3. Horacio Vicente Pozzo (ELI) 4. María Eugenia Mancini (CAP) 5. Mario Jacinto Branz (PaNu) 6. José Antonio Romero Brisco (PA) 7. Lucía Itatí Centurión (ELI) 8. Ariel Báez (CiCo) 9. Luis Alberto Calomarde (UCR) 10. Andrea María Giotta (UCR) 11. Albana Virginia Rotela Cañete (PP) 12. Edgar Victoriano Benítez (UP) 13. Valeria Pavón (UCR) 14. Aníbal Godoy 15. Jorge Barros Perkins |
|                                       |                                                  | Partido Justicialista                 | 86.743                                | 14,87                                 |                                       | |
|                                       | Partido Renovador Federal                        | 10.686                                | 1,83                                  |                                       |                                       | |
|                                       | Partido Demócrata Cristiano                      | 6.118                                 | 1,05                                  |                                       |                                       | |
|                                       | Partido de la Victoria                           | 4.657                                 | 0,80                                  |                                       |                                       | |
|                                       | Nuevo Encuentro por la Democracia y la Equidad   | 4.535                                 | 0,78                                  |                                       |                                       | |
|                                       | Kolina                                           | 4.253                                 | 0,73                                  |                                       |                                       | |
|                                       | Partido de la Cultura, la Educación y el Trabajo | 3.729                                 | 0,64                                  |                                       |                                       | |
|                                       | Cambio Popular                                   | 3.695                                 | 0,63                                  |                                       |                                       | |
|                                       | Partido del Trabajo y del Pueblo                 | 3.280                                 | 0,56                                  |                                       |                                       | |
|                                       | Nuestra Causa                                    | 3.121                                 | 0,54                                  |                                       |                                       | |
|                                       | Instrumento Electoral por la Unidad Popular      | 2.634                                 | 0,45                                  |                                       |                                       | |
|                                       | Partido Tercera Posición                         | 2.006                                 | 0,34                                  |                                       |                                       | |
|                                       | Partido Fe                                       | 1.948                                 | 0,33                                  |                                       |                                       | |
| Total Frente Corrientes de Todos      | Total Frente Corrientes de Todos                 | Total Frente Corrientes de Todos      | 137.405                               | 23,56                                 | 3/15                                  | Ver candidatos: 1. Germán María Braillard Poccard 2. María Belén Martino 3. Aída Angélica Díaz 4. Marcos Bassi 5. Ricardo Valenzuela 6. Belén Galarza 7. Verónica Molina 8. Emiliano Rotela 9. Ramón Alberto Báez 10. Míriam Itatí Cabrera Almozni 11. Roberto Caferata 12. Nancy Coronel 13. Leonardo Ortiz 14. Gladis Noemí Fernández 15. Juan Leonardo Navarro                                                                                             |
| Votos positivos                       | Votos positivos                                  | Votos positivos                       | 583.186                               | 91,42                                 |                                       | |
| Votos en blanco                       | Votos en blanco                                  | Votos en blanco                       | 44.509                                | 6,98                                  |                                       | |
| Votos nulos                           | Votos nulos                                      | Votos nulos                           | 10.248                                | 1,61                                  |                                       | |
| Participación                         | Participación                                    | Participación                         | 637.943                               | 73,47                                 |                                       | |
| Electores registrados                 | Electores registrados                            | Electores registrados                 | 868.259                               | 100                                   |                                       | |
| Fuente:                               |                                                  |                                       |                                       |                                       |                                       | |

### Cámara de Senadores
| ← 2019 · Cámara de Senadores · 2023 → | ← 2019 · Cámara de Senadores · 2023 →            | ← 2019 · Cámara de Senadores · 2023 → | ← 2019 · Cámara de Senadores · 2023 → | ← 2019 · Cámara de Senadores · 2023 → | ← 2019 · Cámara de Senadores · 2023 → | ← 2019 · Cámara de Senadores · 2023 → |
| Partido/Alianza                       | Partido/Alianza                                  | Partido/Alianza                       | Votos                                 | %                                     | Bancas                                | Candidatos |
| ------------------------------------- | ------------------------------------------------ | ------------------------------------- | ------------------------------------- | ------------------------------------- | ------------------------------------- | --- |
|                                       |                                                  | Unión Cívica Radical                  | 119.601                               | 20,31                                 |                                       | |
|                                       | ELI - Encuentro Liberal                          | 32.132                                | 5,46                                  |                                       |                                       | |
|                                       | Partido Popular Correntino                       | 26.658                                | 4,53                                  |                                       |                                       | |
|                                       | Partido Liberal de Corrientes                    | 22.723                                | 3,86                                  |                                       |                                       | |
|                                       | Vamos Corrientes                                 | 20.119                                | 3,42                                  |                                       |                                       | |
|                                       | Partido Autonomista de Corrientes                | 15.778                                | 2,68                                  |                                       |                                       | |
|                                       | Afirmación para una República Igualitaria        | 15.351                                | 2,61                                  |                                       |                                       | |
|                                       | Partido Nuevo                                    | 15.292                                | 2,60                                  |                                       |                                       | |
|                                       | Unión Popular                                    | 14.196                                | 2,41                                  |                                       |                                       | |
|                                       | Propuesta Republicana                            | 13.810                                | 2,34                                  |                                       |                                       | |
|                                       | Movimiento de Integración y Desarrollo           | 13.329                                | 2,26                                  |                                       |                                       | |
|                                       | Movimiento Siempre Corrientes                    | 10.687                                | 1,81                                  |                                       |                                       | |
|                                       | Encuentro Correligionario                        | 8.745                                 | 1,48                                  |                                       |                                       | |
|                                       | Unidos por Corrientes                            | 8.561                                 | 1,45                                  |                                       |                                       | |
|                                       | Cambio, Austeridad y Progreso                    | 8.503                                 | 1,44                                  |                                       |                                       | |
|                                       | Partido de la Concertación FORJA                 | 8.409                                 | 1,43                                  |                                       |                                       | |
|                                       | Acción por Corrientes                            | 8.229                                 | 1,40                                  |                                       |                                       | |
|                                       | Partido Demócrata Progresista                    | 8.068                                 | 1,37                                  |                                       |                                       | |
|                                       | Ciudadanos Comprometidos                         | 8.014                                 | 1,36                                  |                                       |                                       | |
|                                       | Ladrilleros Unidos                               | 7.670                                 | 1,30                                  |                                       |                                       | |
|                                       | Crecer con Todos                                 | 7.122                                 | 1,21                                  |                                       |                                       | |
|                                       | Ciudadanos a Gobernar                            | 6.509                                 | 1,11                                  |                                       |                                       | |
|                                       | Acción por la República                          | 6.269                                 | 1,06                                  |                                       |                                       | |
|                                       | Movimiento Norte Grande                          | 5.966                                 | 1,01                                  |                                       |                                       | |
|                                       | Partido Laborista Autónomo                       | 5.821                                 | 0,99                                  |                                       |                                       | |
|                                       | Acción Popular de los Trabajadores               | 5.586                                 | 0,95                                  |                                       |                                       | |
|                                       | Movimiento para la Igualdad de Oportunidades     | 5.504                                 | 0,93                                  |                                       |                                       | |
|                                       | Partido Conservador Popular                      | 5.207                                 | 0,88                                  |                                       |                                       | |
|                                       | Partido Socialista                               | 5.199                                 | 0,88                                  |                                       |                                       | |
|                                       | Unión Correntina                                 | 4.583                                 | 0,78                                  |                                       |                                       | |
|                                       | Unión para el Desarrollo                         | 4.166                                 | 0,71                                  |                                       |                                       | |
| Total ECo + Vamos Corrientes          | Total ECo + Vamos Corrientes                     | Total ECo + Vamos Corrientes          | 447.807                               | 76,03                                 | 4/5                                   | Ver candidatos: 1. Ignacio Francisco Osella (UCR) 2. Noel Eugenio Breard (UCR) 3. Verónica Espíndola (UCR) 4. Diego Martín Pellegrini 5. Carlota Carballo (PRO) |
|                                       |                                                  | Partido Justicialista                 | 47.341                                | 8,04                                  |                                       | |
|                                       | Partido Renovador Federal                        | 10.437                                | 1,77                                  |                                       |                                       | |
|                                       | Proyecto Corrientes                              | 6.775                                 | 1,15                                  |                                       |                                       | |
|                                       | Nuevo País                                       | 6.240                                 | 1,06                                  |                                       |                                       | |
|                                       | Partido Demócrata Cristiano                      | 6.071                                 | 1,03                                  |                                       |                                       | |
|                                       | Partido Federal                                  | 5.999                                 | 1,02                                  |                                       |                                       | |
|                                       | Partido Agrario y Social                         | 5.176                                 | 0,88                                  |                                       |                                       | |
|                                       | Unión Celeste y Blanco                           | 5.130                                 | 0,87                                  |                                       |                                       | |
|                                       | Partido de la Victoria                           | 4.662                                 | 0,79                                  |                                       |                                       | |
|                                       | Nuevo Encuentro por la Democracia y la Equidad   | 4.528                                 | 0,77                                  |                                       |                                       | |
|                                       | Kolina                                           | 4.335                                 | 0,74                                  |                                       |                                       | |
|                                       | Cambio Popular                                   | 3.725                                 | 0,63                                  |                                       |                                       | |
|                                       | Partido de la Cultura, la Educación y el Trabajo | 3.662                                 | 0,62                                  |                                       |                                       | |
|                                       | Compromiso Correntino                            | 3.360                                 | 0,57                                  |                                       |                                       | |
|                                       | Partido del Trabajo y del Pueblo                 | 3.280                                 | 0,56                                  |                                       |                                       | |
|                                       | Nuestra Causa                                    | 3.135                                 | 0,53                                  |                                       |                                       | |
|                                       | Partido Comunista                                | 3.045                                 | 0,52                                  |                                       |                                       | |
|                                       | Convocatoria Popular                             | 3.016                                 | 0,51                                  |                                       |                                       | |
|                                       | Instrumento Electoral por la Unidad Popular      | 2.630                                 | 0,45                                  |                                       |                                       | |
|                                       | Política Abierta para la Integridad Social       | 2.258                                 | 0,38                                  |                                       |                                       | |
|                                       | Unión del Centro Democrático                     | 2.485                                 | 0,42                                  |                                       |                                       | |
|                                       | Partido Tercera Posición                         | 2.003                                 | 0,34                                  |                                       |                                       | |
|                                       | Partido Fe                                       | 1.907                                 | 0,32                                  |                                       |                                       | |
| Total Frente Corrientes de Todos      | Total Frente Corrientes de Todos                 | Total Frente Corrientes de Todos      | 141.200                               | 23,97                                 | 1/5                                   | Ver candidatos: 1. José Ruiz Aragón 2. Patricia Rindel 3. Gonzalo Ribiola 4. Beatriz Valenzuela 5. Raúl Alfonso                                                 |
| Votos positivos                       | Votos positivos                                  | Votos positivos                       | 589.007                               | 92,33                                 |                                       | |
| Votos en blanco                       | Votos en blanco                                  | Votos en blanco                       | 38.783                                | 6,08                                  |                                       | |
| Votos nulos                           | Votos nulos                                      | Votos nulos                           | 10.158                                | 1,59                                  |                                       | |
| Participación                         | Participación                                    | Participación                         | 637.948                               | 73,47                                 |                                       | |
| Electores registrados                 | Electores registrados                            | Electores registrados                 | 868.259                               | 100                                   |                                       | |
| Fuente:                               |                                                  |                                       |                                       |                                       |                                       | |

## Elecciones municipales
| Departamento        | Municipio                | Intendente electo            | Partido | Partido                          | Coalición | Coalición                               |
| ------------------- | ------------------------ | ---------------------------- | ------- | -------------------------------- | --------- | --------------------------------------- |
| Capital             | Capital                  | Eduardo Tassano R            |         | Unión Cívica Radical             |           | ECo + Vamos Corrientes                  |
| Capital             | Riachuelo                | Martin Jetter R              |         | Propuesta Republicana            |           | Vamos Riachuelo                         |
| Bella Vista         | Bella Vista              | Noelia Bazzi                 |         | Unión Cívica Radical             |           | ECo + Vamos Corrientes                  |
| Bella Vista         | Tres de Abril            | Raúl Oscar Poelstra          |         | Unión Cívica Radical             |           | ECo + Vamos Corrientes                  |
| Berón de Astrada    | Berón de Astrada         | Graciela "Tate" González     |         | Partido Liberal                  |           | Frente Chamigo                          |
| Concepción          | Concepción               | Lucio Fernández R            |         | Partido Liberal                  |           | Frente Todos por Concepción             |
| Concepción          | Tabay                    | Roberto Pereyra              |         | Ciudadanos Comprometidos         |           | Por un Tabay Mejor                      |
| Concepción          | Tatacuá                  | Sergio Ramírez R             |         | Vamos Corrientes                 |           | Vamos Tatacuá                           |
| Concepción          | Santa Rosa               | Pedro Maidana R              |         | Partido Popular Correntino       |           | Vamos Santa Rosa                        |
| Curuzú Cuatiá       | Curuzú Cuatiá            | José Miguel Ángel Irigoyen R |         | Unión Cívica Radical             |           | ECo + Vamos Corrientes                  |
| Curuzú Cuatiá       | Perugorría               | Juan Ramón Castellanos R     |         | Encuentro Liberal                |           | Vamos Perugorría                        |
| Empedrado           | Empedrado                | José Antonio Cheme R         |         | Unión Cívica Radical             |           | ECo + Vamos Corrientes                  |
| Empedrado           | El Sombrero              | Raúl González R              |         | Unión Cívica Radical             |           | ECo + Vamos Corrientes                  |
| Esquina             | Esquina                  | Hugo Daniel Benítez R        |         | Partido Justicialista            |           | Frente Esquina Siempre con Vos          |
| Esquina             | Pueblo Libertador        | Arnaldo Arce R               |         | Partido Nuevo                    |           | Frente Unidos por Libertador            |
| General Alvear      | Alvear                   | Miguel Ángel Salvarredy R    |         | Encuentro Liberal                |           | ECo + Vamos Corrientes                  |
| General Alvear      | Estación Torrent         | Carlos Roberto Gómez         |         | Unión Cívica Radical             |           | ECo + Vamos Corrientes                  |
| General Paz         | Caá Catí                 | Jorge Omar MezaR             |         | Partido Nuevo                    |           | Frente Guazú                            |
| General Paz         | Lomas de Vallejos        | Marisa Roxana Chejovick      |         | Unión Cívica Radical             |           | ECo + Vamos Corrientes                  |
| General Paz         | Palmar Grande            | Carlos Alexis Cabrera R      |         | Partido Nuevo                    |           | Unidos por Palmar                       |
| General Paz         | Itá Ibaté                | Secundino Manuel Portela     |         | Partido Popular Correntino       |           | ECo + Vamos Itá Ibaté                   |
| Goya                | Goya                     | Mariano Hormaechea           |         | Unión Cívica Radical             |           | ECo + Vamos Goya                        |
| Goya                | Carolina                 | Elvio Sanabria R             |         | Partido Liberal                  |           | Vamos Carolina                          |
| Goya                | San Isidro               | Carlos Martínez              |         | Unión Cívica Radical             |           | ECo + Vamos Corrientes                  |
| Itatí               | Itatí                    | Francisco Romero             |         | Partido Liberal                  |           | ECo + Vamos Corrientes                  |
| Itatí               | Ramada Paso              | Arturo Puyol                 |         | Movimiento Norte Grande          |           | Alianza Norte Grande Ramada Paso        |
| Ituzaingó           | Ituzaingó                | Juan Pablo Valdés            |         | Unión Cívica Radical             |           | ECo + Vamos Ituzaingó                   |
| Ituzaingó           | San Antonio-Apipé Grande | Candelaria Vargas R          |         | Unión Popular                    |           | Unidos por Apipé                        |
| Ituzaingó           | San Carlos               | Emiliano Costaganna          |         | Cambio, Austeridad y Progreso    |           | Yo Voto San Carlos                      |
| Ituzaingó           | Colonia Liebig           | Lorena Soledad Kowacz        |         | Unión Cívica Radical             |           | Frente Vecinal                          |
| Ituzaingó           | Villa Olivari            | Alberto Antonio Yavorsky     |         | Partido Justicialista            |           | Juntos por Villa Olivari                |
| Lavalle             | Santa Lucía              | Norberto Villordo            |         | Partido Justicialista            |           | Frente de Todos                         |
| Lavalle             | Lavalle                  | Hugo Ramón Perrotta          |         | Vamos Corrientes                 |           | Vamos Lavalle                           |
| Lavalle             | Cruz de los Milagros     | Alberto Quiroz               |         | Unión Cívica Radical             |           | ECo + Vamos Corrientes                  |
| Lavalle             | Gobernador Martínez      | Gerardo Roque Pérez          |         | Partido Liberal                  |           | Frente Unidos por Gobernador Martínez   |
| Lavalle             | Yatay Tí Calle           | Aldo Robert Sandoval R       |         | Partido de la Concertación FORJA |           | Frente Sigamos Creciendo Yatay Tí Calle |
| Mburucuyá           | Mburucuyá                | Pablo Ezequiel Guastavino R  |         | Unión Cívica Radical             |           | Adelante Mburucuyá                      |
| Mercedes            | Mercedes                 | Diego Caram                  |         | Partido Justicialista            |           | Frente de Todos-Cambio Solidario        |
| Mercedes            | Mariano I. Loza          | Zulema Fernández             |         | Encuentro Liberal                |           | Unidos por Solari                       |
| Mercedes            | Felipe Yofre             | Leonardo Aguirre R           |         | Partido Justicialista            |           | Frente de Todos                         |
| Monte Caseros       | Monte Caseros            | Juan Carlos Álvarez          |         | Unión Cívica Radical             |           | ECo + Vamos Corrientes                  |
| Monte Caseros       | Colonia Libertad         | Roberto Fracalossi R         |         | Partido Nuevo                    |           | Juntos por Libertad                     |
| Monte Caseros       | Juan Pujol               | Sergio René Dalzotto R       |         | Unión Cívica Radical             |           | ECo + Vamos Corrientes                  |
| Monte Caseros       | Mocoretá                 | Juan Pablo Fornaroli         |         | Unión Cívica Radical             |           | ECo + Vamos Corrientes                  |
| Paso de los Libres  | Paso de los Libres       | Martin Ascua R               |         | Partido Justicialista            |           | Todos por Libres                        |
| Paso de los Libres  | Tapebicuá                | Hermes Javier Méndez Ribeiro |         | Unión Cívica Radical             |           | ECo + Vamos Corrientes                  |
| Paso de los Libres  | Parada Pucheta           | Marisa Brambilla             |         | Partido Justicialista            |           | Frente Corrientes de Todos              |
| Paso de los Libres  | Bonpland                 | Osvaldo Roberto Pérez R      |         | Partido Justicialista            |           | Frente Corrientes de Todos              |
| Saladas             | Saladas                  | Noel Gómez                   |         | Vamos Corrientes                 |           | ECo + Vamos Corrientes                  |
| Saladas             | San Lorenzo              | Juan José Acevedo            |         | Unión Cívica Radical             |           | ECo + Vamos Corrientes                  |
| Saladas             | Pago de los Deseos       | Sintia Magaldi R             |         | Partido Laborista Autónomo       |           | Frente Social y Popular Pagueño         |
| San Cosme           | San Cosme                | Giovanna Morales Maciel      |         | Partido Liberal                  |           | Todos por San Cosme                     |
| San Cosme           | Santa Ana                | María Silvana Almirón        |         | Unión Cívica Radical             |           | ECo + Vamos Corrientes                  |
| San Cosme           | Paso de la Patria        | Guillermo Osnaghi R          |         | Unión Cívica Radical             |           | ECo + Vamos por el Paso                 |
| San Luis del Palmar | San Luis del Palmar      | Reni Bujan                   |         | Unión Cívica Radical             |           | ECo + Vamos Corrientes                  |
| San Luis del Palmar | Herlitzka                | Javier Cuenca                |         | Unión Cívica Radical             |           | ECo + Vamos Corrientes                  |
| San Miguel          | San Miguel               | José Alberto Barreiro R      |         | Movimiento Norte Grande          |           | Unidos por el Cambio                    |
| San Miguel          | Loreto                   | Orlando Maidana R            |         | Unión Cívica Radical             |           | ECo + Vamos Corrientes                  |
| San Martín          | La Cruz                  | Carlos Emir Fagúndez         |         | Unión Cívica Radical             |           | Compromiso con Todos                    |
| San Martín          | Carlos Pellegrini        | Juan de la Cruz Fraga R      |         | Encuentro Liberal                |           | Juntos por Pellegrini                   |
| San Martín          | Yapeyú                   | Luz Marisol Fagúndez R       |         | Unión Cívica Radical             |           | ECo + Vamos Corrientes                  |
| San Martín          | Guaviraví                | Ramón Otacildo Ponce         |         | Vamos Corrientes                 |           | Vamos Guaviraví con Todos               |
| San Roque           | San Roque                | Raúl Eduardo Hadad R         |         | Partido Justicialista            |           | Vamos Haciendo Futuro                   |
| San Roque           | Pedro R. Fernández       | Juan Marcelo Insaurralde     |         | Unión Cívica Radical             |           | ECo + Vamos Corrientes                  |
| San Roque           | 9 de Julio               | Sebastián Insaurralde        |         | Unión Popular                    |           | Sumemos                                 |
| San Roque           | Chavarría                | Juan Mazzoli                 |         | Unión Popular                    |           | Seguimos por Chavarría                  |
| San Roque           | Colonia Pando            | Ricardo Darío Romero R       |         | Unión Cívica Radical             |           | ECo + Vamos Corrientes                  |
| Santo Tomé          | Santo Tomé               | Augusto Suaid                |         | Unión Cívica Radical             |           | ECo + Vamos Corrientes                  |
| Santo Tomé          | Garaví                   | Paola Rosana Chukel          |         | Unión Popular                    |           | Vamos Garaví                            |
| Santo Tomé          | Garruchos                | Marcelo Fabián Scotto        |         | Unión Cívica Radical             |           | ECo + Vamos Corrientes                  |
| Santo Tomé          | Gobernador Virasoro      | Emiliano Fernández Recalde R |         | Unión Celeste y Blanco           |           | Frente Renovador Virasoreño             |
| Sauce               | Sauce                    | Carlos Raúl Romano           |         | Unión Cívica Radical             |           | ECo + Vamos Corrientes                  |

1. ↑  Se eligieron 57 intendentes el 29 de agosto y 14 el 15 de noviembre.
2. ↑  Debido a un empate entre Zulema Fernández (ELI-UpS) y Rubén Caserotto (UCR-ECo) se celebró una elección complementaria el 10 de octubre para elegir intendente.